# 奇维达泰-阿尔皮亚诺
奇维达泰-阿尔皮亚诺（義大利語：Cividate al Piano），是意大利贝加莫省的一个市镇。总面积9平方公里，人口5188人，人口密度576.4人/平方公里（2009年）。国家统计（ISTAT）代码为016076。